# Ельский, Александр Карлович
Алекса́ндр Ка́рлович Е́льский (пол. Aleksander Jelski, бел. Аляксандр Карлавіч Ельскі; 4 [16] июня 1834, Дудичи, Минская губерния — 10 сентября 1916 или 27 августа 1916, Замостье, Минская губерния) — белорусский историк, литературовед, краевед, публицист.
Один из первых историков белорусской литературы и собирателей белорусских рукописей. Стал патриархом профессионального белорусоведения в конце XIX — начале XX ст. Пользовался литературными псевдонимами «Bocian z nad Ptyczy» («Аист из-над Птичи»), «Litwin-obywatel» («Литвин-гражданин») і «A. J.».

## Происхождение и семья
Принадлежал к католическому роду Ельских (герба «Пелеш»), который относился к среднесостоятельной знати Великого Княжества Литовского.

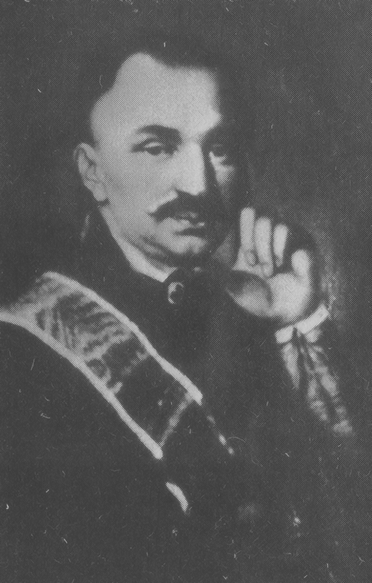
Скарбовый комиссар (1792—1793) Речи Посполитой Станислав Ельский (?—1829) — дед Александра Ельского

Дед Александра Ельского (Ельский, Станислав Владиславович) был пятигорским полковником во времена короля и большого князя Станислава Августа (Понятовского) и был в браке из графиней Розай Прозор, дочкой витебского воеводы. Отец (Ельский, Кароль Станиславович) был владельцем поместий Дудичи и Замостье (в Игуменском уезде Минской губернии), выпускником Виленского университета (медицинского факультета), скрипачом-любителем, получил в своё время профессиональную подготовку в известных музыкантов Кифелинга и Дащинского, написал несколько произведений для скрипки (поныне известно только единственное произведение «Полонез 1837 года»), был избранный дворянством Игуменского уезда на должность игуменского уездного хорунжего. Поместье Дудичи Кароля Станиславовича Ельского согласно инвентаря от 1844 г. было довольно значительным — насчитывало 407 душ мужского пола и 411 душ женского, 1656 десятин земли; а поместье Замостье — 1372 десятины.
Александр Ельский родился 4 (16) июня 1834 г. в поместье Дудичи в поместной католической дворянской семьи Кароля Станиславовича Ельского (1780—1855) и его жены-немки Людвиги Штейнберг (1808—1881), которая была гувернанткой в поместье Ельских. От этого брака также родились Михал Ксаверий Зигмунт Ельский (1831—1904) — музыкант и композитор, наследник Дудич; Юзеф Зигмунт Кароль Ельский — молодым умер в 1885 г. в Сибири во время службы в российской армии; Станислава Ельская (1828—1860) — вышла за Михала Грушвицкого.
При крещении в католичество в 1834 г. в костёле в Смиловичах получил полное имя «Александр Винцент Ельский».

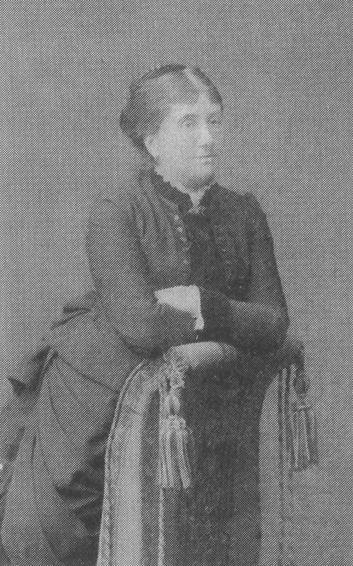
Гелена Колячинская (1838—1901) — жена Александра Ельского

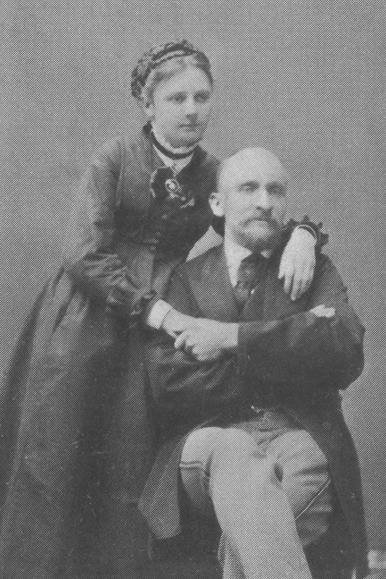
Александр Ельский со своей дочкой Александрой («Алесей»)

В 1858 г. Александр Каролевич Ельский женился на Гелене Колячинской (25.06.1838—17.04.1901), от которой имел двух детей:
- Александра Ельская (1860—1899) — её мужем станет Зигмунт Гловер (1845—1910), известный польский этнограф[16].
- Ян (Ян-Бонавентура-Станислав) Ельский (1864—1930-е гг.), который был адвокатом в Минске и Гродно[16], — его женой станет Мария Пахневская, от которой будет иметь сына Генрика Ельского (около 1890—1939).

Александр Ельский был счастлив в семейной жизни, а его дети были воспитаны в уважении к родителям и костёлу. Его любимая дочка (которую в семьи называли «Алесей») за деньги родителей несколько лет воспитывалась в католическом монастыре в городе Версале (Франция), а потому свободно владела французским языком, имела литературные способности, очень рана начала помогать отцу в описания музейных коллекций в Замостье. Алеся Ельская написала интересный очерк о поместье Дудичи и его владельцев в прошлом (представителей знатных родов Заранков, Букатых, Прозоров, Ельских). Муж Алеси Зигмунт Гловер стал хорошим другом Александру Ельскому, часто с им переписывался и навещал поместье Замостье. В возрасте 39 лет Алеся умерла от воспаления лёгких, оставив мужу Зигмунту Гловеру двоих детей — Янину и Станислава. Внуки Александра Ельского (Янина и Станислав) не раз приезжали из Варшавы к своему деду в Замостье.

## Образование

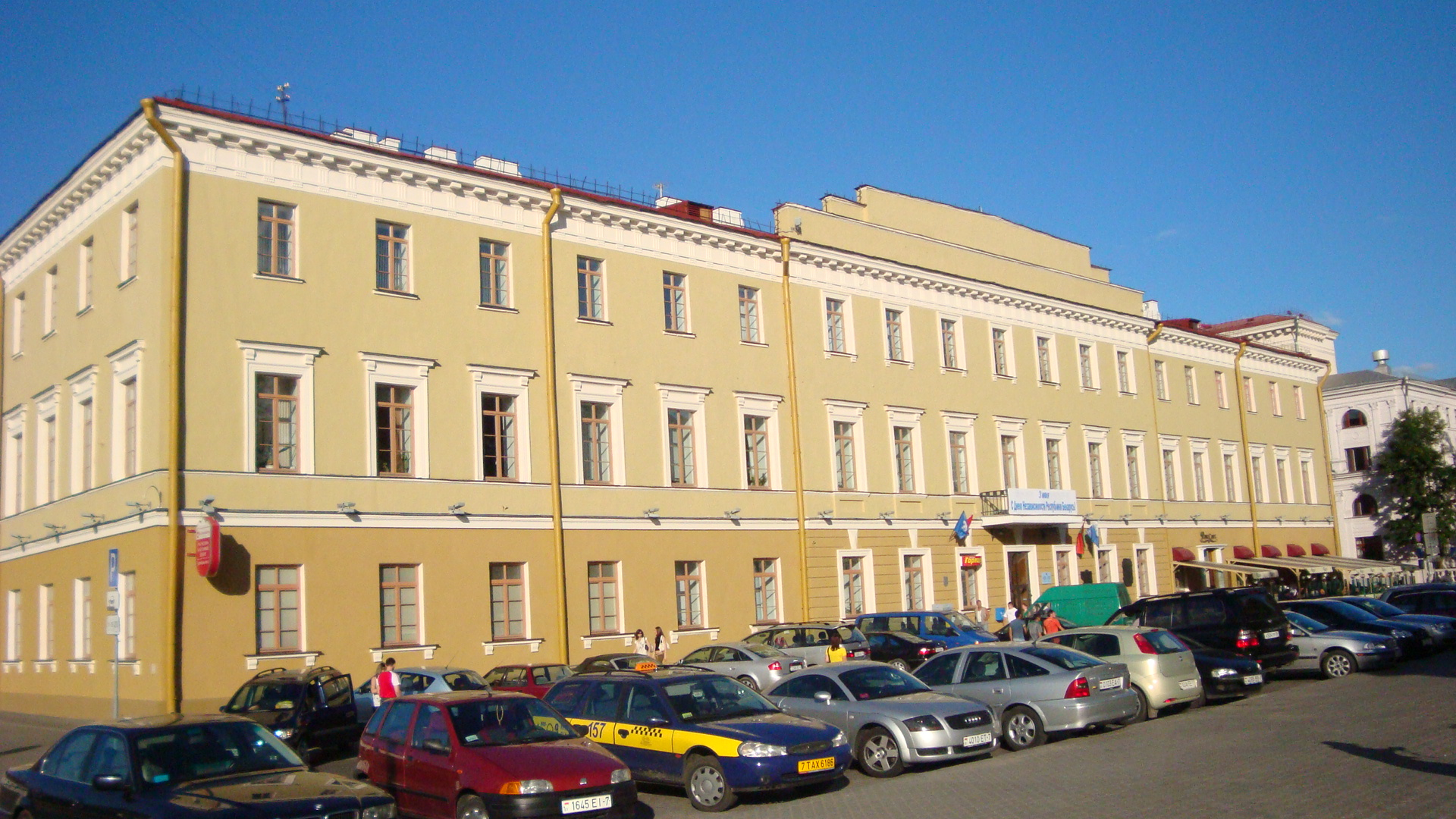
Бывшее строение минской гимназии, где учился Александр Ельский. Фото 2008 г.

Начальное образование получил в немецкой гимназии в г. Лаздене (Восточная Пруссия) — по мнению Владимира Мархеля, вероятно, в Лаздене жили родственники матери-немки Александра — Людвиги (Луизы).
В дальнейшем закончил Минскую классическую гимназию (1852).

## Служебная деятельность
Служил в 1852—1856 гг. в русской армии, принимало участие в Крымской войне (1853—1856). Вышел в отставку в звании поручика.
Был мировым судьёй Игуменского уезда (с 1861 г.).
В 1880 г. в Минске было торжественно открытое новое здание минской реальной гимназии, на построение которого дворянство Минской губернии израсходовало 50 тыс. российских рублей. В опекунский совет минской реальной гимназии вошли три куратора: давние знакомые — Эдвард Войнилович, Ян Кукевич и Александр Ельский: Александр Ельский в 1882—1887 гг. был членом опекунского совета (куратором) реальной гимназии в Минске.

## Поместье

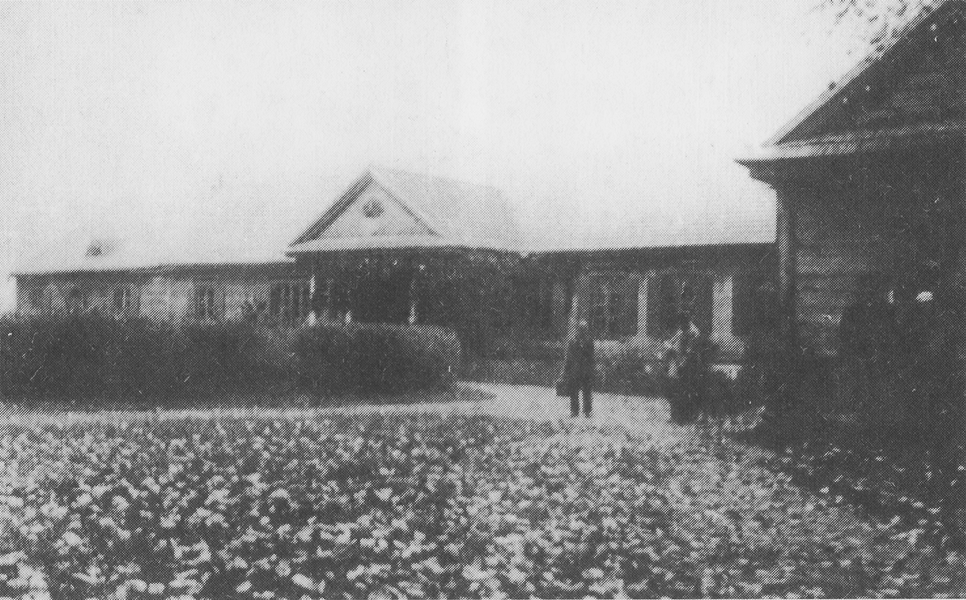
Усадебный дворец в поместье Замостье, фото начала XX века

Александр Ельский получил в 1857 году, после смерти отца, в наследие родовое поместье Замостье в Игуменском уезде Минской губернии (Российская Империя). В 1860-е гг. он построил в Замостье новый и уютный одноэтажный деревянный дворец. Во дворце была также устроена домашняя часовня, где приезжие священники тайно от российских властей крестили и венчали местных крестьян в униатство, за что (в итоге разоблачения) Александр Ельский мог утратить поместье и осуждён российской властью на каторгу в Сибирь.
В 1864 году в своём имении он организовал частный краеведческий музей, в фондах которого было около 7 тыс. книжек, 20 тыс. рукописей, более 1 тыс. гравюр, коллекция картин, собрания монет, медалей, предметов археологических находок.
После смерти Александра Ельского в 1916 году поместье Замостье перешло во владение его сына — Яна, который работал адвокатом в Минске, а в дальнейшем в Гродно.

## Хозяйственная деятельность
Александр Ельский в своём поместье Замостье много внимания и усилий отдавал улучшению культуры животноводства и земледелия, присмотра леса, осуществлял мелиорацию почвы, принимал меры по повышению плодородия почвы. Серьёзно и успешно занимался садоводством, огородничеством, рыбоводством, занимался благоустройством парка, где заложил уникальную травянистую поляну. Построил кирпичный завод. Вёл образцовое и прибыльное хозяйство; в своей биографии не без чести напишет: «Не имею даже гроша долга за поместьем».
Являлся членом Минского общества сельского хозяйства. Стал членом (1885) российского Императорского Свободно-Экономичного общества в Санкт-Петербурге. В 1901 г. Ельский стал почётным куратором игуменского уездного Общества взаимострахования от пожара.
Добровольно и бескорыстно долгие годы с конца 1860-х гг. занимался посредничеством при устройстве людей на работу в разные частные поместья: получал от помещиков заявки на вакансии и подбирал кандидатов на должности лесников, экономов, винокуров, прислуги и т. д., для чего собственноручно писал в течение года до 3000 писем, стараясь каждый раз поднять нравственность обеих сторон. Ельский высылал кандидатам на вакансию печатную анкету, где всегда спрашивал, пьёт ли алкоголь и играет в карты кандидат.
Работал всю жизнь, поскольку работа была для него, как сам отметил в письме к своему другу Яну Карловичу в 1901 г. после смерти его дорогой жены Гелены, «привычкой».

## Белорусоведение

### Публицистическая, научная и литераторская деятельность
Писать начал с молодости, на белорусском, русском и польском языках. Хорошо знал французский и немецкий языки.
Литературно-публицистическая деятельность Александра Ельского началась в 1860 году с сообщений в газету «Виленский вестник», посвящённых преимущественно освобождению крестьян от крепостничества, и подписывался литературными псевдонимами «Bocian z nad Ptyczy» («Аист из-под Птичи») і «Litwin-obywatel» («Литвин-гражданин»). В публицистических корреспонденциях он писал об улучшении крестьянской участи; по рукам местных помещиков ходили и сатирические стихотворения Ельского о помещиках, которые прижимали крестьян. Был человеком в целом либерально-буржуазных взглядов, но в некоторых вопросах становился на консервативные позиции.
Во времена Январского восстания (1863—1864) Александр Ельский находился под наблюдением российской полиции. Родная сестра его жены (София Колячинская) была замужем за его близким родственником — Владимиром Людвиговичем Ельским (1820—1875), собственникам поместья Игнатьичи в Минском уезде Минской губернии, который не подписал после подавления Январского восстания верноподданный адрес российскому царю, а потому был арестован и сослан в Челябинск. Александр Ельский всю жизнь опекался детьми Владимира Ельского — Вильгельмом Ельским (1867—1919), Владиславом, Петром и Кларой.
27 июня 1872 г. Александр Ельский в стихотворном послании «Вінцуку Дуніну-Марцінкевічу, беларускаму паэту» благодарил поэта за его творчество, призывал Марцинкевича продолжать литераторскую деятельность и говорил о возможности издания произведений Викентия Дунина-Марцинкевича за пределами Российской Империи (в Лейпциге). Свидетельством высокой оценки поэтического творчества Марцинкевича и уважения были использованные Ельским выражения «поклон от Геликона» (знаменитой усадьбы муз), «старый лирник» и «дед». Однако это стихотворение было впервые напечатан только в 1920 г. Ромуальдам Земкевичем в статье «Стары Мінск у беларускіх успамінах».
Деятельность Александра Ельского проходила в сумрачные времена реакции (1863—1905) в белорусских землях Российской Империи после подавления Январского восстания (1863—1864): насаждение русского землевладения, дискриминация католиков, русификация системы образования и общественной жизни, отсутствие в белорусско-литовских губерниях высших учебных заведений, господство идеологии западнорусизма, фактический запрет белорусскоязычной печати, отсутствие белорусского языка в школах и др.
С 1880-х гг. Александр Ельский пишет много работ на польском и русском языках, какие посвящённый прошлому Беларуси, её истории, литературе, экономике, народу. С 1882 г. был журналистом консервативного польскоязычного санкт-петербургского журнала «Kraj» (1882), где опубликовал кусок основательных статей по белорусской проблематике: наиболее значительные и интересные из их — «О белорусской речи» (1885), «Из белорусской литературы» (1889), «К вопросу о хронологии белорусской литературы» (1889), «О белорусской этнографии» (1889), «„Мария“ Мальчевского в переводах малорусском и белорусском» (1889). Журнал «Kraj» называл Александра Ельского «наиболее компетентным знатоком белорусских дел». Именно в 1880-е гг. его журналистская деятельность наиболее активная — сотрудничал более чем с 20 периодическими изданиями. К значительным статьям того периода также относятся «Словечко о старом Заславле», «Заметки о путешествии па Минской губернии», «Адам Мицкевич на Беларуси», «Словечко о материалах, которые служат для исследования белорусской речи, этнографии и литературы» (статья из незначительными сменами помещена в седьмой том польской «Большой всеобщей иллюстрируемой энциклопедии» (1892)), «Исторические сведения о радзивиловской ткальне поясов в Слуцке» (1893), «Исторические сведения о фабрике стекла и декоративных зеркал в Уречье Радзивиловском на Литве» (1899).
Александр Ельский стал первым настоящим белорусским энциклопедистом: написал из 1890-х гг. свыше 10 тыс. историческо-краеведческих статей о Беларуси для основательных и многотиражных польских «Географического словаря Королевства Польского и других славянских стран» (1880—1902) и «Большой всеобщей иллюстрируемой энциклопедии», в том числе такие основательные и объёмистые статьи в седьмой том (1892 г.) «Большой всеобщей иллюстрируемой энциклопедии» как «Беларусь», «Белорусский язык» и «Белорусская литература и библиография». Свои очерки по истории белорусской литературы начинал от пражских изданий Франциска Скорины в XVI в.. Именно Александр Ельский первым в Российской Империи занялся всесторонним и действительно учёным исследованием одновременно истории, языка, литературы, материальной культуры, сельского хозяйства, промышленности, этнографии белорусов как самостоятельного народа в славянском мире — всесторонне осмыслил развитие белорусского языка и литературы, популяризировал развитие белорусскоязычной культуры, стал настоящим авторам идеологии субъектности белорусов и белорусоцентрической концепции истории народа. Он посвятил этим исследованиям более чем полвека и стал настоящим патриархом профессионального белорусоведения в конце XIX — начале XX в.

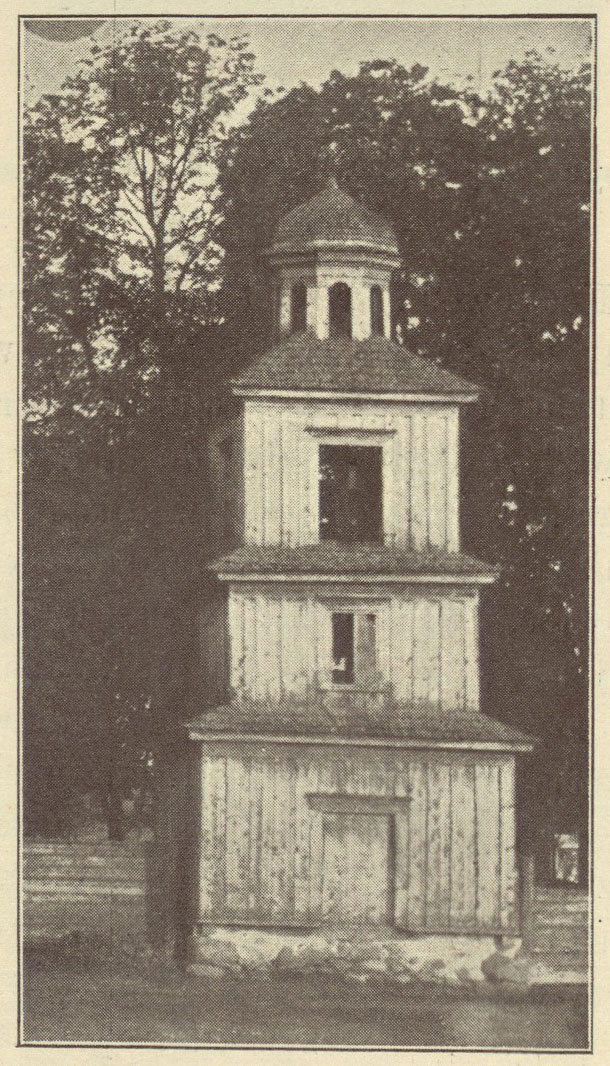
Колокольня в Докшицах — автор Александр Ельский. Напечатан в 1909 г. в книге Зигмунта Глогера «Деревянное строительство и изделия из дерева в бывшей Польше»

Из 1880-х гг. Александр Ельский настойчиво настраивал и использовал контакты для сбора памятников белорусской и белорусскоязычной письменности. Александр Йельский был другом и первым биографом писателя Викентия Дунин-Марцинкевича (опубликовал в журнале «Kraj» первую подробную биографию Марцинкевича). Именно у Ельского оказалась сохранённая часть архива Дунина-Марцинкевича — рукописи со знаменитого сундука (который в доме Дунина-Марцинкевича видел вовремя учёбы Ядвигин Ш.), в том числе рукописи комедий «Ухаживания» и «Пинская шляхта». Ельский переписывался со многими писателями и журналистами (например, сохранилась около 5000 писем от Адама Киркора к Ельскому). О своей целеустремлённости поисков и сборов памятников белорусскоязычной письменности Ельский, например, отметил в своём письме от 18 (30) июля 1884 г. к Винсента Коротынского: «Я собираю все произведения нашей литературы, написанные на белорусской речи, а в связи с тем, что не имею красивого стихотворения Вашего из года 1858 в честь Александра II <…>, передайте мне его, за что останусь Вам благодарен навсегда». Был знаком с оригинальной поэзией и переводами Янки Лучины. В поместье Александра Ельского в Замостье бывали в своё время знаменитые тогда учёные братья Катарбинские, Мариан Здзеховский, Михаил Федеровский, антрополог Юлиан Талько-Гринцевич, художник Генрих Вейсенгоф и др. По адресу Александра Ельского шли письма, посылки, бандероли из многих городов. Современники вспоминали, что Ельский проводил за грамотным столом па 12 часов в сутки, был педантом во всём, нумеруя даже собственную многочисленную корреспонденцию. Много лет вёл свой дневник.
В конце 1880 — начале 1890 гг. между Александром Ельским и молодым Митрофанам Довнар-Запольским настроились контакты в историко-исследовательской сферы, ведь Митрофан Довнар-Запольский делал попытки создания «беларусского колеса»[прояснить] и хотел реализовать идею издания белорусского журнала, учёного товарищества и публичной библиотеки в Минску, однако идея не была реализована. В дальнейшем Митрофан Довнар-Запольский охарактеризует в своей «Истории Белоруссии» Александра Ельского как «белоруса польской культуры, но преданного белорусскому делу». В своём письме к Яну Карловичу Александр Ельский похвалил Довнар-Запольского за первое издание журнала-справочника «Северо-Западный календарь» (1888). Довнар-Запольский хотел также опубликовать фарс-водевиль «Пинская шляхта» в журнале «Северо-Западный календарь» на 1890 год, но получил отказ у царского цензора. В 1891 г. в журнале «Kraj» Александр Ельский опубликовал свою рецензию на работу Митрофана Довнар-Запольского «Очерки истории Кривичской и Дреговичской земель до конца XII столетия» и заметку о фольклористической работе Довнар-Запольского «Женская доля в песнях пинчуков», а после посещения в 1892 г. Довнар-Запольским поместья и музея в Замостье (Игуменский уезд) отметил уважительно о Довнар-Запольском в заметке в журнале «Kraj» у 1892 г.: «Господин Запольский, известный уже несколькими серьёзными этнографическо-историческими работами, заглянув теперь и в нашу страницу, добыл интересный этнографический материал с губ деревенских сказочников, лирников и певиц».
По своей инициативе Александр Ельский устроил контакты и переписку с молодым журналистом журнала «Kraj» Франциском Богушевичем. Ельский в своём письме от 16 (28) февраля 1890 г. к своему другу Яну Карловичу высказался о будущем белорусского народа: «Мир находится накануне катаклизмов, после которых должны прийти новые общественные группировки. От этой поворотной точки начнётся свободное национальное движение, так и несколькомиллионный белорусский народ разовьёт свой дух в естественном направлении. Припомним, в каких фатальных обстоятельствах находился к недавнему времени чешский язык: без литературы, почти без прошлого и будущего, а сегодня — сверкает среди первостепенных языков мира и имеет чудесную сравнительно литературу и прессу. <…> Беларусь дождётся ещё своего Шевченко». Именно друг Ельского Ян Карлович в скором времени возьмётся за организацию напечатанного в 1891 г. в Кракове первого сборника Франциска Богушевича «Дудка белорусская», который стал манифестом белорусского национально-культурного возрождения и сильным толчком развития профессиональной белорусскоязычной культуры
Между корреспонденциями, заметками, статьями в журналы, газеты и энциклопедии Александр Ельский работал над своими основательными польскоязычными исследованиями «Очерк развития краевого хозяйства в сопоставления с обычаями народа от первобытных времён к последнему времени» (1893—1897, два тома) и «Зарисовки обычаев знати в сопоставления из экономикой и судьбой народа в Польше и Литве» (два тома), которые были напечатаны в 1890-е гг. в Кракове (Австро-Венгрия).

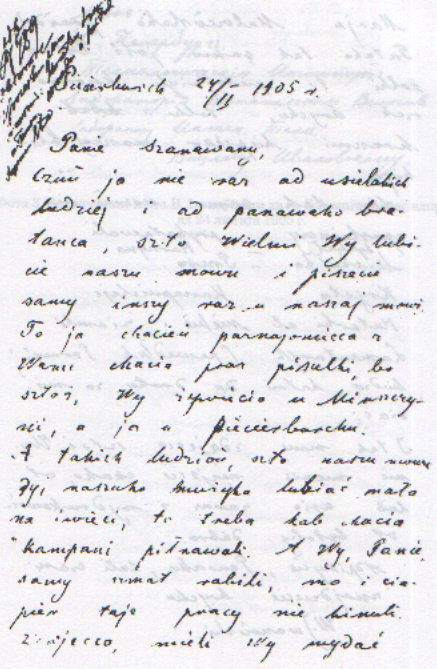
Начало первого письма Вацлава Ивановского к Александру Ельскому от 24 февраля 1905 г. в деле белорусского книгоиздательства

В 1890 г. Александр Ельский сделал стихотворный перевод на белорусский язык первой части польскоязычной поэмы Адама Мицкевича «Пан Тадеуш» и напечатал её в 1893 г. (на переплёте — 1892 г.) во Львове (Австро-Венгрия). Ельский в своём письме от 16 (28) февраля 1890 г. к своему другу Яну Карловичу засвидетельствовал, что ему самому очень нравится перевод, так же как и местным белорусским крестьянам, которым Ельский лично читал стихотворные белорусскоязычные строчки: «Не принимайте моих слов за похвальбу, лишь признаюсь вам, что народ, когда я читаю, понимает такого „Пана Тадеуша“, и слёзы стоят в его глазах». Ельский также перевёл на белорусский язык сонет Адама Мицкевича «Буря на море»: ценность перевода была в том, что впервые в белорусскоязычной поэзии появилась новая форма — сонет. Александр Ельский также собирал сам и записывал белорусский фольклор (песни, предания, легенды, сказки и поговорки). В Вильно вышел белорусскоязычный сборник Ельского «100 поговорок, загадок, придумок и разговоров для пожитков белорусского (кривицкого) народа» (1908, Вильно).
В 1895 г. Александр Ельский со своего архива передал Митрофану Довнар-Запольскому для опубликования рукописный экземпляр белорусскоязычной анонимной поэмы «Тарас на Парнасе», сделанный собственно рукой Викентия Дунина-Марцинкевича и подписанный Марцинкевичем одним со своих псевдонимов «Наум». Ельский был уверен, что автором этой поэмы является Викентий Дунин-Марцинкевич. Запольский поддержал эту версию авторства поэмы и опубликовал поэму и свою статью «Дунин-Марцикевич и его поэма „Тарас на Парнасе“» в газете «Витебские губернские ведомости» двумя частями в 1895 и 1896 г., а в дальнейшем в 1896 г. отдельным изданием в Витебске, где высказал благодарность Ельскому за предоставленную рукопись. (Теперь в белорусском литературоведении считаться, что всё-таки Викентий Дунин-Марцинкевич не был автором поэмы «Тарас на Парнасе», а только сделал копию).
Александр Ельский был обеспокоен моральным и материальным состоянием крестьянства в Беларуси: опубликовал свою статью «Замечания о крестьянском вопросе» (1884); принимал меры, чтобы организовать образовательные популярные издания для крестьянства по примеру переведённой им на белорусский язык работы польского экономиста Ю. Супинского «Семь вечеров» (рукопись Ельского с переводом работы Супинского утрачена). Вёл настойчивую борьбу против пьянства, ущербных явлений в поведении и быту людей. Александр Йельский мечтал, чтобы в каждой деревне вместо трактира с водкой появились трактиры, где можно будет сельчанину-хозяину на досуге хорошо поесть, попить пива, почитать газеты и книжки и поговорить с соседями о надобностях деревни; хотел, чтобы деревенский люд стремился «радеть», «более цивилизоваться». Перевёл из польского на русский язык исследования польского философа Ю. Охоровича «Любовь, преступление и мораль» (1876), «Об основных противоречиях в наших знаниях о вселенной» (1877). Александру Ельскому принадлежат несколько собственных стихотворных и прозаичных брошюр на белорусском языке — «Сынок» (1895, Санкт-Петербург), «Выбіраймася ў прочкі» (1896, Санкт-Петербург и Витебск), «Слова аб праклятай гарэлцы і аб жыцці і смерці п’яніцы» (1900, Санкт-Петербург). Все эти произведения выдержаны в духа просветительства (из автора заботой о моральной жизни деревни и оптимистичным взглядом в будущее), хотя они не очень совершенные па своему художественному уровню. Ельский распространял эти брошюры среди белорусских дворян и крестьян в литографированном виде. В своём письме от 12 мая 1896 года Эдвард Войнилович (главный лидер Минского общества сельского хозяйства) благодарил Александра Ельского за присылку белорусскоязычных книг и пообещал распространить их среди помещиков на заседаниях Минского общества сельского хозяйства, признаваясь в любви к тому языку: «Каждому этот язык милый, каждый из нас засыпал в колыбели под народные песни наших нянек, каждый на этом языке разговаривает с местным крестьянством, а все древние родовые документы обычно написаны по-белорусски».
В 1906 году общество «Заглянет солнце и в наше окошко» предложило Александру Ельскому написать популярную книгу о Беларуси, которую общество собиралось издать, но Ельский уступил написание такой книги Констанции Скирмунт, однако она не согласилась написать такую книгу.
В своём произведении «Гутарка аб тым, якая мае быць „Зямля і Воля“ сельскаму народу. Праўдзівы абразок, жыўцом зняты з цяперашняга жыцця вёскі на Белай Русі, даўняй Крывічызне» (1906, Вильно) рассуждал относительно решения аграрного вопроса в Беларуси и осуждал отдельные моральные изъяны тогдашнего общества: призывал к реформам и рациональному ведению хозяйства, но выступал против социализма (его идеей национализации земли) и оправдывал социальное неравенство.
В 1892 г. Александр Ельский стал действительным членом Исторической комиссии и Комиссии истории искусства филологического отделения Академии наук в Кракове (Австро-Венгрия). Был выбранный одним из трёх председателей на III съезде польских историков в Кракове (Австро-Венгрия). Ельский также приняло участие в Российской Империи в археологических съездах в Вильно (1893) и Риге (1896). Сам Ельский высказывался, что никогда не стремился к высоким учёным должностям и званиям, а свою деятельность называл разрывом души — «работой по милости Божеской».
По слухам, у Александра Ельского были неприязненные отношения с Янкой Купалой. Будто Ельскому не нравились произведения Купалы и его взгляды.

### Частный музей в Замостье
В 1864 г. в своём поместье Замостье (Игуменский уезд) Александр Ельский из родовых архивов и сборов ценностей и занимательных фактов создал частный литературно-краеведческий музей, для которого собирал экспонаты в течение своей жизни, а также приобретал книги для собственной библиотеки.
О масштабах собирательской деятельности Ельского свидетельствуют его письма, адресованные известному романисту Юзефу Крашевскому, которые хранятся в библиотеке Ягеллонского университета в Кракове. В своём приобретении Ельский имел свыше 2000 гравюр, эскизов и рисунков голландских, английских, польских и отечественных художников; около 60 картин; ценные коллекции фарфора, монет, стекла, слуцких поясов; библиотеку в 10 тыс. томов XVII—XIX вв. — в том числе старопечати из XVII ст., почти все польские и литовско-белорусские хроники, древние юридические документы, диариуши, разные биографические справочники, энциклопедии, атласы, униатские религиозные издания, первые издания произведений Адама Мицкевича, описи архивов, материалы восстаний XIX ст. в Беларуси и Отечественной войны 1812 года, богатые другие материалы па белорусоведении; около 20 тыс. автографов и документов — в том числе российского царя Петра I, российского царя Павла I, французского короля Людовика XVI и его жены Марии-Антуанетты, Наполеона I Бонапарта, Мартино Лютера, Джорджа Вашингтона, Адама Мицкевича, Тадеуша Костюшко и др.; личные вещи многих известных лиц; археологические экспонаты.
Музей и библиотека были открыты для посетителей, сборами Александра Ельского пользовались местные и заграничные учёные (Тадеуш Корзон, Владимир Спасович, Зигмунт Гловер и др.), Краковская академия, Московское этнографическое товарищество, музей Румянцева в Москве, библиотека имени Асалинских «Асалинеум» во Вроцлаве. По этой причине поместье Замостье стало настоящим культурным центром в Северо-Западном крае.
В 1882 г. Александр Ельский завёл специальную книгу посетителей своего музея в Замостье («книга для записи лиц, которые осматривают сборы в Замостье, начатая в 1882 году»), первая запись в которой была сделана 16 (28) июля 1882 г.. В книге посетителей есть автографические записи посетителей на белорусском, польском, русском, немецком, французском и даже датском языках — совокупно 234 автографа: Яков Наркевич-Иодко (запись от 1883 г.), Мариан Здзеховский (1886, 1902), антрополог Юлиан Талько-Гринцевич (1891), Митрофан Довнар-Запольский (14 июля 1892 г.), гиполог Лев Франтишек Ельский (12 сентября 1892 г.), Наполеон Черноцкий (1901), Михаил Федеровский (1902), директор сборов имени Асалінскіх Войцех Кантшинский, нумизмат граф Эмерик Чапский, доктор философии Стефан Суржицкий, Зигмунт Ковровский, профессор Томаш Семирадский, литературовед Тадеуш Грабовский, журналист и коллекционер Люциан Узенбла, фотограф Ян Булгак, художник Генрих Вейсенгоф, художник Игнатий Врублевский, игуменский уездный предводитель Владимир Владимирович Столяров, княгиня Радзивилл, родственники и помещики-соседи (Ельские, Ратынские, Ваньковичи, Грушвицкие, Уняховские и т. д.) и др.. Преобладают автографические записи на польском языке. На белорусском языке оставили записи только два человека — Митрофан Довнар-Запольский и Лев Франтишек Ельский (троюродный брат Александра Ельского). Последняя запись в «Кнігу для запісу…» сделан 15 августа 1915 г.. Теперь эта книга находится в Национальной библиотеке в Варшаве в отделе рукописей. Многие знаменитые посетители музея ознакомились из музейной коллекцией ещё до появления «Кнігі для запісу…», поэтому их автографы отсутствуют: Тадеуш Корзон, Владимир Спасович, Белинский, Дубицкий, Соколовский, Мейе, Ролле, Дыкштейн.
Музей, однако, не сохранился к нашему времени, большая часть сбора погибла во времена гражданской войны в 1917—1921 гг. в белорусских землях. Сбереглись только те рукописи, экспонаты и рисунки, которые в 1900 г. сам Ельский даровал Ягеллонскому университету в Кракове, — около 20 000 единиц. Сбереглись некоторые рукописи, какие Ельский даровал в 1907 г. архиву Товарищества друзей наук в Вильно (эпистолярное наследие Адама Киркора). Часть рукописных и книжных сборов попала в музеи и архивы Минска (в Белорусском государственном архиве-музее литературы и искусства есть небольшой фонд Ельского, материалы которого были переданы после Второй мировой войны из Москвы) и Варшавы (фонд Прозоров и Ельских в Главном архиве древних актов). Часть рукописей Ельского находится в фонде бумаг Митрофана Довнар-Запольского в Центральном историческом архиве Украины в Киеве, а рукопись Ельского «Паведамленне пра беларускія казанні» — в Центральном историческом архиве Украины во Львове.
Среди идейных наследников, которых успел воспитать Александр Ельский, был и его племянник — Ельский, Вильгельм Владимирович (1867—1919), сын Владимира Людвиговича Ельского (1820—1875), — который хорошо хозяйничал в поместье Игнатьичи (Минская губерния) и вывел в поместье новую породу коров, назвав её «литовско-белорусской». Вильгельм Ельский из прибылей своего поместья запланировал построить музей в Минске, проект которого уже был исполнен в 1919 г. художником Игнатием Врублевским. Однако реализовать проект музея в Минске помешали события гражданской войны в 1917—1921 гг. и смерть Вильгельма Ельского в 1919 г.

## Смерть и похороны

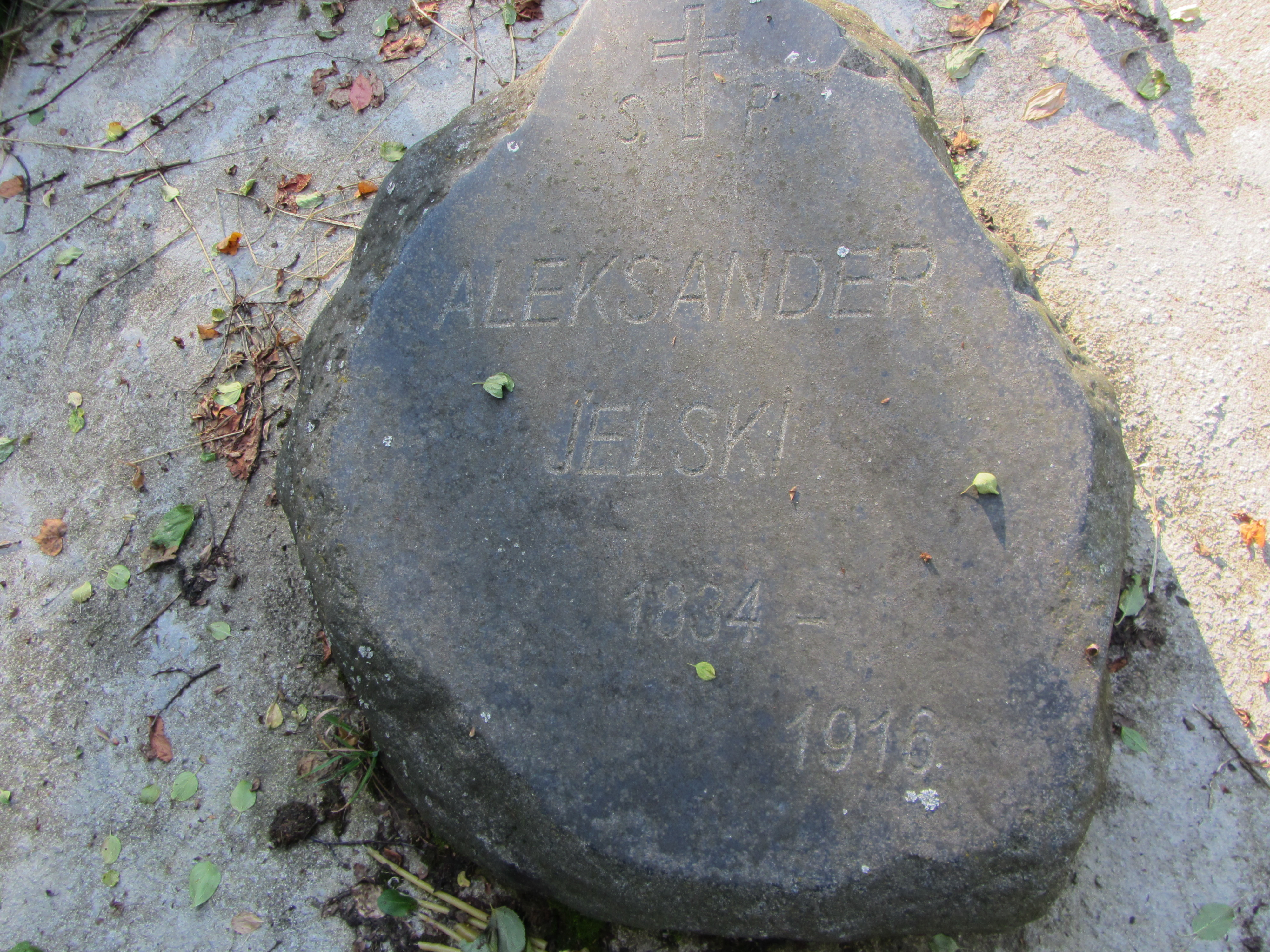
Памятник (могильная плита) на могиле Александра Ельского на семейном погребении Ельских в урочище Кобань. Фото 2014 г.

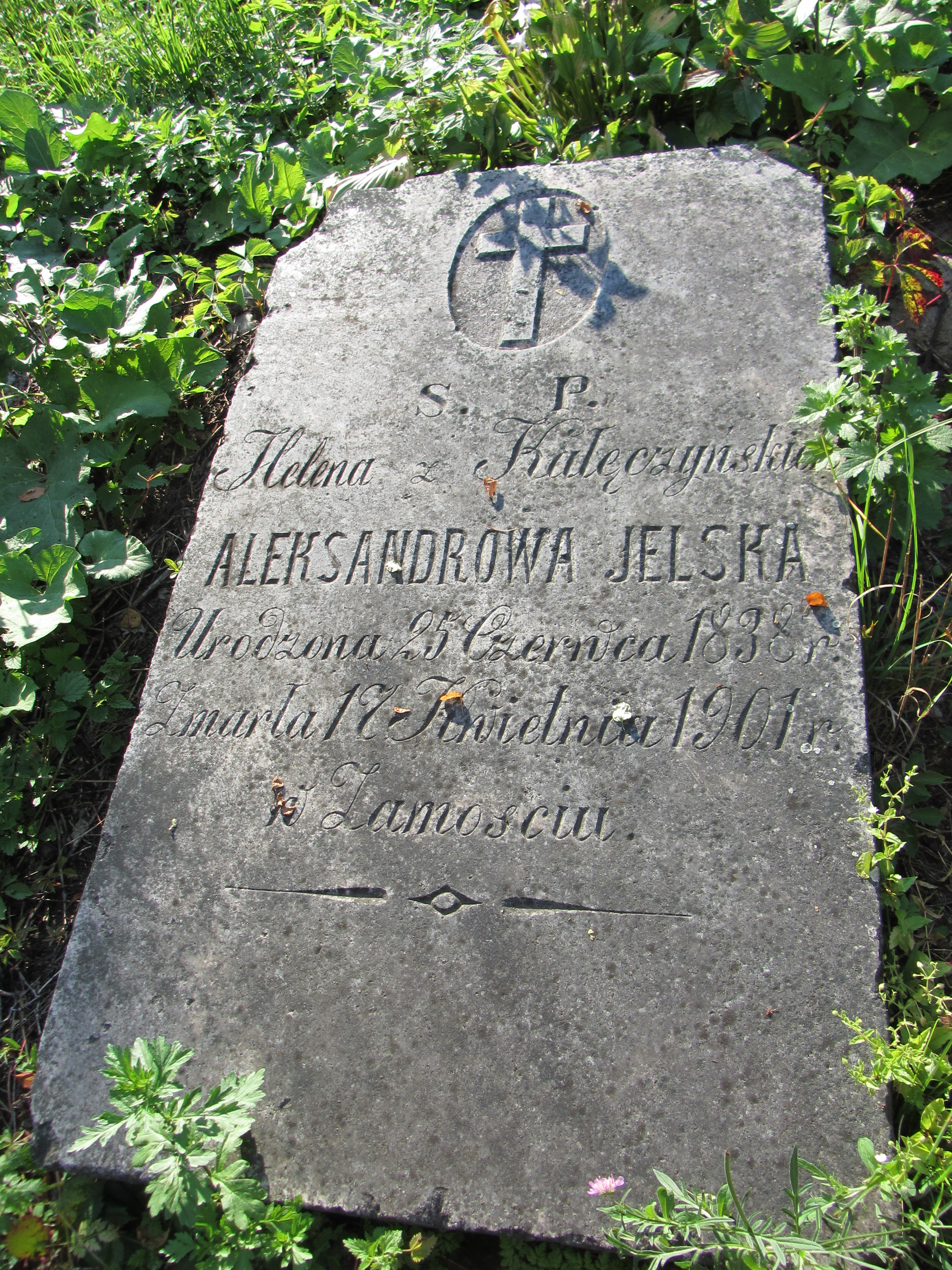
Памятник (могильная плита) на могиле Гелены Ельской (из рода Колячинских) на семейном погребении Ельских в урочище Кобань. Фото 2014 г.

Перед смертью Александр Ельский тяжело заболел, но просил, чтобы врача не называли, говоря: «Ни один Ельский не прожил больше чем 82 года». Просил, чтобы похоронили скромно, без расточительства.
Неизвестно, сохранилось ли завещание Александра Ельского. Известно только, что Ельский жалел, что российские законы не позволяют яму исполнить свой старый замысел: все свои деньги распределить таким способом, чтобы на них после смерти Ельского можно было построить полезное для окольных деревень заведение — спасительный комитет, больницу или другое подсобное общественное заведение
Умер 27 августа (10 сентября) 1916 г. в своём поместье Замостье и покоился на семейном погребении семьи Ельских в урочище Кобань (около деревни Дудичи), где находятся могилы в том числе родителей Александра Ельского — Кароля Ельского и его жены Гелены. В последний путь неутомимого хозяина поместья Замостье проводил в большинстве своём местный люд.
С течением времени точное место похорон Александра Ельского на холме в урочище Кобань утратилось и не найдено поныне; могильная плита была сдвинута и не соответствует месту начальных похорон Александра Ельского

## Чествование памяти

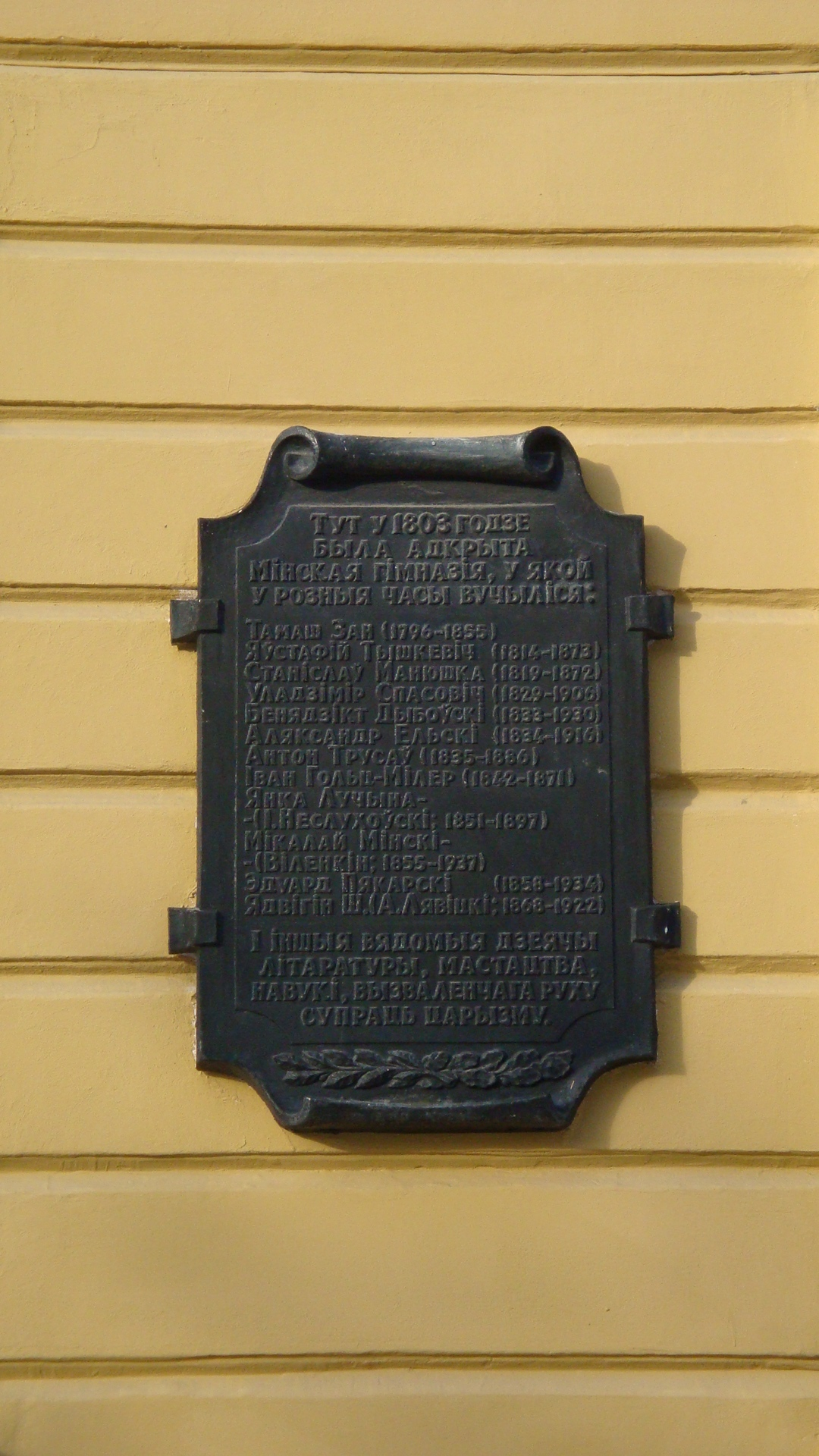
Мемориальная доска на бывшем здании минской гимназии, где учился Александр Ельский. Фото 2008 г.

Художник Игнатий Врублевский сделал в 1888 г. прижизненный рисунок-портрет Александра Ельского. Из этого рисунка в дальнейшем была отлитая памятная медаль Александра Ельского.
После смерти Александра Ельского Антон Луцкевич опубликовал в конце 1916 г. в виленской белорусскоязычной газете «Homan» («Гоман») свой некролог «Александр Ельский», в котором похвально оценил деятельность Ельского и поблагодарил за моральную и финансовую поддержку новому поколению деятелей белорусскоязычной культуры: «Ельский искренне любил родной край и считал, что повинность жителей нашей землицы — работать ради лучшей участи этой последней. Ещё в 80-х и 90-х годах он писал о этом в статьях, печатаемых в петербургской польской газете „Kraj“. <…> не имея приобщить свои слабеющие силы к работе „молодых“, он в постоянной переписке с ими посылал им свои внимания и советы, призывая к осторожности, рассудительности и христианскому милованью даже своих врагов. Когда же для белорусских работников наступали тяжёлые моменты, он спешил и с материальной помощью, доверяя им свои сбережённые деньги».
Ромуальд Земкевич в 1919 г. написал о значительности личности Александра Ельского: «Будущий историк края, когда будет штудировать упадок белорусского народа во времени тёмной тьмы реакции, от 1861 к 1905 г., не может миновать ни одной печатной строчки Ельского. Это был в полной значимости помещик-гражданин, светлая память которого в особенности должна быть чтима белорусами». Ведь только Манифест 17 октября 1905 года, изданный российским императором в ходе общероссийской революции 1905—1907 годов, предоставил свободу использования любого языка и свободу печати в Российской Империи, чем значительно ускорил процесс формирования профессиональной белорусскоязычной художественной культуры.
Вышли воспоминания племянника Александра Ельского — Владислава Ельского (1859—1946) «На зямлі продкаў», где между прочим упоминается Александр Ельский, подробности его жизни и деятельности, и воссоздаётся родословная Ельских. Опубликован реестр (сделанный в основном по памяти внуком писателя — Генрихом Ельским) коллекций Александра Ельского.
В наше время белорусское частное издательство напечатало два нотных сборника под названием «Музыка семьи Ельских» (Кароля, Михала и Александра Ельских), а в дальнейшем была записана и аудиокассета «Музыка семьи Ельских».
В Минске (Беларусь) на здании бывшей минской классической гимназии размещена мемориальная доска со списком знаменитых учащихся, где есть и имя Александра Ельского.

## Музей «Дудутки[бел.]»
В нынешней Беларуси жизнь и творчество Александра Ельского обычно интересовала только специалистов и любителей, но последним временам, с ростом популярности музея материальной культуры «Дудутки» (стародавнее название поместья Дудичи), Александром Ельским стали интересоваться больше.

## Высказывания Александра Ельского
- «Родная мова ў дакладным значэнні ёсць самая любімая спадчына нацыі; праз яе пасрэдніцтва лягчэй за ўсё пранікнуць у душу нацыі, закрануць пачуцці, праясніць розум, падштурхнуць адпаведную думку, заклікаць да дзеяння, змагацца са страсцямі, стварыць дабрачыннасці!»[84].

## Интернет-ссылки
- Мальдзіс, А. Аляксандр Ельскі Архивная копия от 13 апреля 2021 на Wayback Machine // karotkizmest.by
- ЕЛЬСКІ Аляксандр Карлавіч Архивная копия от 16 августа 2016 на Wayback Machine // adradjency.narod.ru
- Аляксандр Ельскі Архивная копия от 16 августа 2016 на Wayback Machine // belarusianheroes.com
- Ельскі А. З Геаграфічнага слоўніка Архивная копия от 28 марта 2022 на Wayback Machine // pawet.net